# Rhizopsammia pulchra
Rhizopsammia pulchra är en korallart som beskrevs av Addison Emery Verrill 1870. Rhizopsammia pulchra ingår i släktet Rhizopsammia och familjen Dendrophylliidae. Inga underarter finns listade i Catalogue of Life.